# Ajkarendek
Ajkarendek németül: Rendek, Ajka város része, korábban Veszprém megye Devecseri, majd Ajkai járásának községe volt. 1977-ben Bakonygyepessel együtt csatolják Ajkához.

## Földrajzi környezet
Az Ajka központjától északra lévő falu legfontosabb közúti megközelítési útvonala a lakott területétől északra húzódó 8-as főút; utóbbiból itt ágazik ki a 7306-os út, amely Ajkarendek belterületén át vezet a városközpontig. Bakonygyepessel és a 8401-es úttal egy öt számjegyű országos közút, a 73 131-es út köti össze.
Átfolyik rajta déli irányban a Széles-víz. Nyugat felé a Bakonygyepesi Zergebogláros Természetvédelmi Terület és az azon átfolyó Csigere-patak határolja.
A természetföldrajzi leírása a korábbi, önálló területére vonatkozik.
Az egykori községhatár kiterjedése 10,47 km² volt, északi része a Bakonyalja kistájcsoport Pápai-Bakonyalja kistájához, déli fele az Északi-Bakonyhoz tartozó Veszprém–Devecseri-árok kistájhoz sorolható. A belterület nagyobb hányada ez utóbbi területére esik. Legmagasabb pontja északkeleten körülbelül 330 m, legalacsonyabb a Csigere-patak kifolyásánál mintegy 240 m. A belterület átlagos tengerszint feletti magassága 250 m.
A felszín geológiai felépítése egyhangú: negyedidőszaki lösz és kavics, valamint a Csigere-patakot kísérő széles hordaléksáv jellemzi. Csak a Bükk-ág-árok mentén bukkannak felszínre az oligo-miocén kavics konglomerátum rétegek. A lösz alatt nyugaton pliocén, keleten oligo-miocén törmelékes összlet található. Felszíne a löszbe és az alatta található törmelékes összletbe bevágódott vízfolyások miatt helyenként erősen tagolt.
Éghajlata mérsékelten hűvös – mérsékelten nedves típusú. Az éves középhőmérséklet 9,5 °C, az éves csapadék mennyiség 700 mm.Területe a Torna-patak vízgyűjtőjéhez tartozik, két vízfolyása a belterületen keresztül folyó Széles-víz és a nyugati határt képező Csigere-patak. Mindkettő lefutása észak-déli irányú, utóbbi széles árterén (allúviumán) láprétek és égeresek találhatók.
Klímazonális növényzete a cseres tölgyes. A löszös térszínen ma a szántóföldi gazdálkodás jellemző. A Bükk-ág-völgy felső szakasza közelében lucfenyvest telepítette

## Története
A település neve a szláv ruda, vörös, vastartalmú föld, érc szóból ered. Jelentése tehát a felszíni viszonyokra utal. Pataknévként az országban többfelé is előfordul. A szó hangfejlődése: Rudnik>Rednik>Rednek>Rennek, ez utóbbi formákból fejlődött a 16. század óta Rendek.
Ajkarendek területe lakott volt már a késő vaskorban is, erre utaló cserépmaradványokat találtak a falu északi szélén.
Első okleveles említése 1270-ből ismert, Rynnek alakban; akkor Kislőddel és Városlőddel együtt Csák bán birtokába került.
1278-ban az Ajka család egyik leszármazottja szerzett itt birtokot, talán innen eredeztethető a helységnévnek már 1303-tól létező Ajka- előtagja.
1332-ből itteni Szent Márton-templomról olvashatunk a helyi tizedlajstromban. A településnek 1347-ben egyháza, papja volt és ekkor a leveldi-városlődi karthauzi monostor birtoka lett, előbb csak bérletként, majd örökös domíniumként.
A török hódoltság idején, 1550-ben a helység csaknem teljes egészében elpusztult, csak kis számú magyar, református népesség vészelte át az oszmán uralom időszakát. A megmaradt lakosság kétfelé adózott, török és magyar részre is.
1554-ben az egész városlődi birtokot – Rendek faluval együtt – a veszprémi püspökség kapta meg. Az adóösszeírók 1557-ben 11 itteni jobbágyteleket vettek számba. 1566-ban a török felégette a települést, a lakók egy része elmenekült, a többit elhurcolták 1570-ben 6, 1588-ban 4 jobbágytelek található. A 15 éves háború után menlevelet szereztek a fehérvári bégtől, de 1594-ben a megyében portyázó tatárok megrohanták a falut és 2 asszonyt, gyermekeket, 70 férfit elhurcoltak, 2 férfit pedig megöltek. 1609-ig a község nem is szerepelt az adó jóváírók listáján. Ekkor néhányan visszatértek és 1613-1648 között egy egész telek után fizettek adót. 1648-88 között lakatlan volt a terület.
Az 1696. évi egyházi összeírás szerint abban az időben rendeki családfők voltak: Rába Mátyás, Fejes György, Varga Márton, Varga György, Varga Péter, Tóth Gergely, Ládi György, Kiss János és özv. Fejes Andrásné. 1720-ban már 12 családot írtak össze. Bél Mátyás országleírásában említi, hogy morva telepesek is kerültek ide. Ezt más forrás nem erősíti meg, de a korábbi rendeki Bábics, Tuics, Vidics, Szusits, Bránovics, Flasics nevek igazolják ezt.
A rendekiek nagyrészt állattartással foglalkoztak, tartottak marhákat, 1734-ben pedig a települést nevesebb sertéstenyésztő helyként említették. Egy-egy parasztnak 15-20 sertése is volt. E mellett még eljártak dolgozni a környéken létesülő üveghutákba, de égettek hamuzsírt is. A jobbágyok sertés tizedet fizettek a püspöknek, makkbért a földesúrnak.
Az 1750-es években Padányi Bíró Márton veszprémi püspök, a község földesura, kevesellvén az innen származó püspöki jövedelmet – hiszen kevés jobbágy élt itt, ráadásul ők földet alig műveltek, csak a makkoltatásért fizettek a püspökségi kasszába –, elhatározta, hogy katolikus német földműveseket telepít Rendekre. 1752-ben, majd nagyobb számban 1754-ben és 1757-ben a Győr vármegyei Gyarmatról németeket hívott ide. A magyar lakosságnak a telepítés elleni tiltakozása miatt az új jövevényeknek külön falurészben adott házhelyet: a németeket a magyaroktól elkülönítve a patak másik oldalán helyezték el. Az általuk lakott részt 1757–69-ig Németrendeknek nevezték, a későbbiekben csak Német utca (Deutsche Gasse), ma Korányi utca. A magyarok által lakott falurészt Magyarrendekként tartották nyilván, később csak Magyar utca (Ungarische Gasse), ma Rendeki utca. A 18. század közepén a közigazgatásilag is elkülönülő Magyar- és Németrendeken közel azonos számú német és magyar lakosság élt.
1757–69 között a két népcsoport fiai-lányai szívesen léptek házasságra egymással, az anyakönyvek szerint alig volt ez alatt azonos nemzetiségű frigy. A statisztika szerint 1757-ben Németrendeken 127-en, Magyarrendeken 178-an laktak. Az összeolvadás a fiatalok részéről gyorsan ment, a gyerekek már katolikusok lettek és megtanulták a német nyelvet, az idősek azonban halálukig ragaszkodtak eredeti hitükhöz. Csak így képzelhető, hogy a ma német anyanyelvű Kovács, Vajda, Rosta, Piros, Tóth stb. nevűek elnémetesedtek. Az új betelepülők nem lettek örökös jobbágyok, csak bérlői voltak a földnek. A német ajkúak megjelenése javára vált Rendeknek, fellendült a szerszám- és bútorkészítés. Áruikat nagyrészt Pápa piacán adták el, de még más megyébe is eljártak. A háziipari termékek máskülönben mentesültek a püspöki adó alól.
1771-ben Püspökrendeken 541-en laktak, annak ellenére, hogy sok református közben elvándorolt Szentantalfára és Ajkára. Az első szerződést a püspökkel 1768-ban kötötték, akkor egy egésztelkes gazdának 9 hold földje volt, de minden telekhez 6 szekér szénát termő rét is tartozott, továbbá legelő. A következő szerződést 1774-ben kötötték. Ekkor a telkes gazdának 22 hold szántója volt és minden telekhez 8 szekér szénát termő rét tartozott. A püspöknek tizedet és 1 forint cenzust, valamint 1 kocsi tűzifát, hat fuvart, 1 pint vajat, 2 kappant, 2 csirkét, 12 tojást voltak kötelesek természetben fizetni. Mindezen felül 52 nap igás és 102 napi kézi robottal is tartoztak. A napi munka és a fizetendő robot összehozta a magyarokat és a németeket. A németek a munkában szorgalmasak voltak, emiatt nem kellett szégyenkezni, ez is hozzájárult a kétféle népelem egybeolvadásához.
1788-ban készült el a katolikus templom Fellner Jakab típusterve alapján, és Szent Márton tiszteletére szentelték fel. Megépült a plébánia is, a régi református parókia helyén. Ettől kezdve Ajkarendek önálló egyházként működött és 1818-ig ide tartozott fíliaként (fiókegyház) Gyepes, Bódé, Ajka, Tósok katolikus lakossága. A község vallásos életét a falu földbirtokosához, a püspökhöz való viszony határozta meg, amely nem volt mindig probléma mentes. A református hitről áttérő magyarok miatt a vasárnapi misét havonta egyszer magyarul, két alkalommal németül tartották, de a délutáni mise mindig németül hangzott. A templomot többször felújították.
1846-ban a püspök újabb szerződést kötött a rendekiekkel. A birtokkönyv szerint 42 és fél jobbágytelek, 81 telkes gazda, 7 házas zsellér, 24 szerződéses jobbágy lakott a községben. A nyilvántartott 81 család közül már csak 16 volt magyar. Szőlőbirtokkal is rendelkeztek: a magyarok a Kisbadacsony dűlőben, míg a németek a kertek végében a Német hegyen.
1848-ban eltörölték a jobbágyok úrbéli kötelezettségét. Az 1848-as pesti események híre eljutott Ajkarendekre is. A Historia Domus bejegyzései szerint a családfők azonnal megtagadták a munkát a plébánosnak, az ifjak is szabadosabbak lettek. A szerveződő önkéntes nemzetőrségbe sokan jelentkeztek nemzetőrnek. Ajkarendek, Magyarpolány és Gyepes községekkel közösen az 52. számú polányi nemzetőr-kapitánysághoz tartoztak. A forradalom leverése után visszaállt a régi rend, új szerződést kötöttek a püspökkel. Ekkor a telek nagysága 31 hold volt, ami mellé 12 hold legelő és 4 hold erdő tartozott. Azáltal, hogy a német ajkúak többségbe kerültek, a falu lassan elnémetesedett. 1851-ben még 41-en vallották magukat magyarnak, 1896-ban már csak 8-an.
A katolikus templom kőpadló burkolata 1858-ban készült el, azonban 1899-ben leég. Újjáépítik a templomot és 1900 után kifestették a belső felületeket. A felújítás óta olyan a formája, mint ma.
1914. augusztus 30-án értesültek a lakosok az első világháború kitöréséről. A helyiek elbeszéléseiből tudjuk, hogy az emberek a földeken dolgoztak, amikor a harangokat félreverték, és a kisbíró kihirdette, hogy kitört a háború. Még ezen a napon 143 férfi bevonult és az ajkai vasútállomásról az egységéhez utazott. A harcokban 23 rendeki esett el, 5 pedig súlyosan megsérült. A közösség élni akarását mutatja, hogy az életben maradt katonák hazaérkezése után olyan sok esküvő volt, hogy a plébános nem győzte az esketést. 1919-ben 61 pár kelt egybe, 1920-ban 71 gyerek született, de még 1922-ben is 69-en.
Az első világháború után a falusiak legnagyobb feladata volt, hogy kilábaljanak abból a szegénységből, amit a háború okozott. Ez nagyon lassan ment, és évekig tartott. Betegségek ütötték fel a fejüket, a spanyolnáthába 32-en haltak bele, többen, mint a háborúban.
1928-ban szentelték fel a templom három újraöntött harangját, amelyek az első világháborúban beolvasztottak helyett készültek
A három harang felirata:
- Nagy: A Boldogságos Szűz Máriának szenteli Ajkarendek község Hotwágner Pál esperes plébános és Pröbszl József községi bíró idejében 1928. Öntötte: Szlezák László harangöntő Budapesten
- Kicsi: P. Szt. Antal tiszteletére ajándékozta Őexcell.B.Hornig Károly Veszpr. Püspök 1899.
- Lélek: ”Krisztus Király vedd hozzád lelkemet” arra kérnek az ajkarendeki hívek Öntötte: Szlezák László harangöntő Budapesten

Az 1929–30-as gazdasági világválság után több család kivándorolt Amerikába. Többen eljártak dolgozni a bányába, üveggyárba, de alapvetően továbbra is a mezőgazdaságból éltek.
Ajkarendek ebben az időben tiszta német anyanyelvű település volt, csak a tanító és a plébános volt magyar. 1933-ban új plébános került a parókiára, Katona Lajos személyében. Az új pap energikus személyiség volt, nem szerette a németeket, prédikációiban is harcot hirdetett a helyi német szokások ellen. Károsnak, sőt bűnösnek tartotta azokat. A harcos magyarosítási törekvés a hívők körében ellenállást szült, hiszen a rendekiek ragaszkodtak a hagyományaikhoz. A fiatalok a magyar fonónak megfelelő rei-be jártak. A plébános ezt nem nézte jó szemmel, ennek ellenére ez a szokás továbbra is megmaradt.
1937-ben névmagyarosítási kampány indult a településen. Így lett például: Töltlből Temesi, Tolnai vagy Tóvári; Pröbszlből Pákai; Ertlből Erdősi; Mahrhofferból Makkai.
1938-ban alakult meg a Volksbund (magyarországi németek szervezete). Kezdetben e szervezet a magyarosítási kampányt kívánta ellensúlyozni. Ígéreteik egy jobb élethez adtak reményt a lakosságnak. A Volksbund szervezkedése nem kerülte el a hatóság figyelmét. Az 1941-es népszámláláskor a helyiek nagy többsége, 955 fő vallotta magát német nemzetiségűnek illetve anyanyelvűnek a megkérdezett 1003 főből. Így a férfiak közül 47-en magyar, 122-en német csapatokhoz vonultak be. Miután a hadiszerencse megfordult és a front egyre közelebb került a településhez, félelem fogta el az embereket. A visszavonuló katonák még erősítették is ezt, és azt tanácsolták, hogy meneküljenek Németországba, mert ha az oroszok ideérnek, minden németet megölnek. Ennek hatására 1945 telén 27 család 118 fő (a Volksbundban érintett családok) eltávoztak Rendekről a német hatóságok szervezésében Németországba. A maradók készültek a túlélésre, élelmet és egyéb tárgyakat rejtettek el, pincéket alakítottak át óvóhelynek, vagy bunkert készített. Néhányan a falun kívüli rejtekhelyen várták a front átvonulását.
1945. március 25-én a szovjet 5. gárda harckocsizó hadtest páncélosai érkeztek a községhez, majd tűzharc után bevonultak a faluba. 5 német katonát öltek meg. Négy egység vonult át falun, megközelítően minden egység mintegy 1000 fő lehetett. Az orosz katonáknak szabad rablást engedélyeztek, s mivel itt mindenkit fasisztának tekintettek, a községet teljesen feldúlták. A megtalált bort megitták és részegen vandál módon viselkedtek, erőszakoskodtak a nőkkel. A katonáktól azok is szenvedtek, akik mindvégig megmaradtak a magyarok mellett. Napok múlva elvonultak Devecser irányába, egy nagyobb egységet azonban pihenőbe helyeztek és letáborozták őket a Széki-erdőben. A parancsnokság a környék falvaiból látta el magát élelmiszerrel, így Rendekre is kivetették a beszolgáltatandó mennyiséget. A lakosság minden élelmét felélték. A lakosság féleleméből csak lassan tért magához, a normális élet nehezen indult. 1945 nyarán megalakították a körjegyzőség három tagból álló Nemzeti Bizottságát, amibe Ajkarendek 1 tagot delegálhatott. A Nemzeti Bizottságnak olyanok lehettek a tagjai, akik a Volksbundban nem kompromittálták magukat. A jegyző másik fontos feladata volt a Földigénylő Bizottságok megalakítása. 27 személy igényelt, összesen 152 hold földet. A Volksbund-tagoknak összesen 539 hold földjük volt.
1945 áprilisában megalakult a Nemzeti Parasztpárt 56 taggal. A kommunista párt 1 évvel később jött létre. Megkezdődtek az igazoltatások, minden személytől számon kérték a háborúban, illetve a korábbi években viselt dolgaikat. A felülről kiadott utasításnak megfelelően azokat, akik 1941-ben németnek vallották magukat, kizárták a választójogból. Elindult a német ajkúak elleni gyűlöletkampány. Az újságok a vereségért a németeket okolták, bűnösnek kiáltva ki a svábokat. 1945 júniusában 13 volt SS-katonát 44 Volksbund-tagot és 4 családtagot hurcoltak Veszprémbe. A rádióból hallani lehetett, hogy a németeket ki akarják telepíteni Németországba. Az ezt követő időszakban a lakosok egyik napról a másikra éltek, eljártak dolgozni Ajkára, a földet is művelték, de már csak megszokásból, tavasszal vetettek, pedig nem tudták, ők fogják e learatni. A félelem és a bizonytalanság miatt fásultak lettek. A frissen megszerveződő Kommunista Párt úgy kívánt híveket szerezni, hogy az Alföldön lakó szegény sorsú embereknek földet, házat ígért, a svábokét. Gyűléseken agitálták őket, gyertek a Dunántúlra a svábok elmenekültek, itt hagytak mindent, bőg a tehén az istállóban, nincs aki enni, inni adna neki. A kommunista párt és más pártok is tervbe vették a német ajkúak kitelepítését.
Ajkarendekre 1946. április 18-án érkeztek meg Kunszentmártonból az első betelepülők. A 37 családnak 50 németek által lakott házat jelöltek ki a szervezők. Az alföldiek meglepődtek, mert nekik üres házakat ígértek az agitátorok. A községben statáriumot hirdettek, és egy 15 fős fegyveres csapat végezte a kilakoltatást. Több családot összeköltöztettek egy-egy kijelölt lakóházba, de csak a legszükségesebb holmikat vihették magukkal. A portákat rövid idő alatt kellett elhagyni, csak azt vihették, amit kézben megfoghattak. Ott maradt minden: tányér az asztalon, a bútorok, az élelmiszer, macska, kutya, az állatok az istállóban. Miközben mentek, végignézték, amint az idegenek beköltöztek az otthonukba. Az összeköltöztetett családok majdnem két évet vártak az elszállításukra. Később újabb családokat lakoltattak ki, helyet biztosítva az áttelepített felvidékieknek is.
A templom tornyát a II. világháborúban  találta el egy lövedék, melynek sérülést 1947-ben javították ki.
A kilakoltatott családokat csak 1948. január 20-án indították nyugat felé. Ez nehéz búcsúzkodás volt, rokonok szakadtak el egymástól és azt sem tudták, hová viszik őket. Kelet- Németországba kerültek. Az első szerelvénnyel 216 személy távozott el, majd később még 71 fő jutott erre a sorsra. Ajkarendekről az 1945 elején önként eltávozókkal együtt 405 fő került Németországba, az utóbbiak mind az NDK-ba. Az őslakók vesztesége még ennél is nagyobb volt. A megmaradt rendekiek távolról idekerült idegenekkel összekeverve, mindennap megalázva, éveken át magukba fordulva éltek. Naponta elhangzott a fasiszta sváb kifejezés és ezt azok is megkapták, akiknek semmi közük nem volt a Volksbundhoz. A régi rendeki kultúra megtört, kisebbségbe kerülve nem merték gyakorolni a régi hagyományokat. A hatóság emberei minduntalan megjegyzéseket tettek, a vallás ellen is felléptek, a templomba jóformán lesütött szemmel mentek. Nem mertek németül beszélni, a hagyományos ruhákból kivetkőztek, ezzel sem akartak feltűnővé válni. Az idekerült felvidékiek, alföldiek és német ajkúak szinte semmiben sem értettek egyet. Még a felvidékiek sem voltak egységesek, különböző helyekről érkeztek. Lakóhelyük szerint: Pozsonypüspökiből 19, Rimaszombatról 18, Dévényből 4 családot telepítettek a községbe. A vallásuk alapján reformátusok vagy evangélikusok voltak. A felvidékiek annyival szerencsésebben élték meg az elhurcoltatásukat, hogy minden ingóságukat magukkal hozhatták, de az új helyen egy ideig ők sem barátkoztak a többiekkel. Ez egy kényszerű egymás mellett élés volt. A kezdeti időben összetűzések is voltak, a fiatalok sem közeledtek egymáshoz. Fegyveres szervezkedésről is írtak az újságok, de ez csak a hatóság által felerősített ügy volt, ugyanis néhány portán az újgazda megtalálta a háborúban elrejtett fegyvert. A háznak a régi tulajdonosát ezért előállították, fegyveres felkelőnek nevezték, pedig csak azért dugták el, hogy jó lesz majd békeidőben orv vadászni vele. Rendeken ennek volt hagyománya. Csak nagyon lassan normalizálódott a helyzet. A falu vezetői (mind idegenek), a rendeki őslakókkal szemben a legkisebb empátiát sem tanúsították, a vallás gyakorlását gátolták. A hazai németek jogfosztottsága az 1950. március 24-i kormányrendelettel szűnt meg és ekkor váltak papíron teljes jogú állampolgárokká. Helyi szinten ez nem történt meg, a falu vezetői éveken át csak bűnözőknek nevezték a német ajkúakat, s még évekig megjegyzéseket tettek, ha német beszédet hallottak.
Ajkarendeken 1950-ben (felülről kezdeményezve) szövetkezeti csoportok alakultak, nagyrészt az alföldi családok támogatásával, majd ezek egyesültek és így már 13 család gazdálkodott saját eszközeivel 233 holdon. A közös termelőeszköz egyetlen lófogat volt. A gazdákra súlyos teherként nehezedett a mérhetetlenül nagy kötelező beszolgáltatás, aki nem teljesített, felsöpörték a padlását. A szövetkezetet viszont támogatták. A 10 tehetősebb gazdát kuláknak nyilvánították. Amikor ezek beléptek (egy kivételével), törölték őket a listáról. Egy gazda minden erőszaknak ellenállt, végül elvették a házát, kilakoltatták, egy rossz házba kényszerült beköltözni. Egy másik ellenszegülő gazdát, aki még a szövetkezet ellen is agitált bíróság elé állítottak, egy évet ült a börtönben. Végül az erős kényszer hatására mindenki belépett, így 1955. szeptember 25-én Ajkarendek Termelőszövetkezeti Község lett. Mindezt nagy pompával, ünnepség keretében tették emlékezetessé.
A rendekiek az 1956-os forradalom eseményeiről csak a rádióból értesültek és a híreket kezdetben óvatosságból egymás között beszélték meg. 1956. október 27.-re már bátrabbak lettek és gyűlést hirdettek, ezen az összejövetelen a megsértett emberek a község vezetőinek leváltását, megbüntetését követelték, de hallatszott lincselésre utaló bekiabálás is. Közfelkiáltással megalakították a Forradalmi Tanácsot, elnöknek és titkárnak két helyi lakost választottak. A gyűlés végén a tömeg közrefogta a volt tanácselnököt és ütlegelték, majd elkergették. A párttitkár és a TSZ elnök elmenekült. A tanácstitkár távol volt, így akkor őt nem vonhatták felelősségre, de október 31-én, mikor hazatért, nagyon megverték, kórházba is került. A forradalom leverése után az új hatalom bosszút állt és letartóztatta a verekedőket. A bíróság többéves börtönbüntetést rótt ki a résztvevőkre. A megvert, elkergetett vezetők, amint visszatértek, ott folytatták, ahol korábban abbahagyni kényszerültek. Valamennyire az általános légkör is javult. Sokan jártak dolgozni Ajka üzemeibe, takarékosan éltek, egymás után épültek a házak. A TSZ-t egyesítették előbb a kislődivel, majd mindkettőt az ajkaival. A fiatalok az újjászervezett TSZ-be már nem léptek be. Az ajkai gyárakban jobban kerestek, az idősebbek jobb híján helyben maradtak. A foglalkoztatottság összetétele megváltozott.1956 után a településről sokan elköltöztek, az alföldiek szinte mind, a felvidékiekből is számosan. Az eredeti lakosság maradt, észrevétlenül többségbe kerültek. Bátrabban vállalták nemzetiségüket, gyakorolják szokásaikat, mernek németül beszélni, énekelni.
Átmeneti visszafejlődést jelentett, amikor 1970-ben közigazgatásilag Kislődhöz csatolták Rendeket. 1977-ben a község Ajkához került, s megépült a városrészt Ajkával összekötő út. A fejlődés felgyorsult, többek között kiépült a vezetékes vízhálózat is a községben. Ekkor már a lakosság nagy része Ajkához kötődött minden tekintetben, a helyben foglalkoztatottak száma jelentéktelen volt.
A statisztikai adatok tanúsága szerint a település lakosságának száma 1890-ig folyamatosan nőtt (ekkor 1091 fő), majd csökkenni kezdett. A 19. század végén külföldre távozók miatt az 1000 főt újra csak 1941-ben haladta meg. A lélekszám 1958-ig növekedett, majd az elköltözések és a születések számának csökkenése miatt újra kevesebb lett. A lakóházak száma azonban emelkedett, a beköltözések hatására 1987-ben a lakosság száma meghaladta az 1000 főt. Az 1970–80-as években sok fiatal elhagyta a falut, mert kevés építési telket mértek ki, így a letelepedésük itt lehetetlen volt.
Az 1990-es évek elején végre nagyobb számban lehetett házhelyeket vásárolni, ezért az elvándorlás csökkent. Sokan települtek ide Ajkáról és a környék más településeiről is. Ezekben az években több német és osztrák család itt vásárolt házat magának, és idejük nagy részét azóta is Ajkarendeken töltik, hiszen itt is a megszokott német nyelvi környezet veszi őket körül. A kitelepítettek közül két család rendelkezik itt házzal, de a többiek is gyakran látogatnak haza. A rendszerváltás óta minden utca szilárd burkolatú lett, kiépítették a csatorna- és telefonhálózatot, a járdákat, kultúrházat, buszmegállókat és az orvosi rendelőt felújították. Már a második, családi házakból álló lakótelep épül, és elkészült egy játszó- és pihenőpark.

## Közigazgatása, közélet
1950-ig a devecseri járás kislődi körjegyzőségéhez tartozott. 1950. október 22-től 1973. április 15-ig a községben önálló tanács és hivatali szervezet működött. A Magyar Népköztársaság Elnöki Tanácsa 1973. április 15-i hatállyal Kislőd székhellyel Ajkarendek és Kislőd községek területén községi közös tanács szervezését határozta el, majd 1977. április 1-i hatállyal elrendelte a községi közös tanács megszüntetését és Ajkarendek községet Ajka várossal egyesítette.
A település látszólag elkülönül a várostól, de a közelség okán, számtalan módon kapcsolódik hozzá. 1977-től Ajka egyik városrésze. Még mindig jelentős számú német nemzetiségű lakója révén önálló arculattal jelenik meg a város kulturális életében. A nemzetiségi arány a jelentős számú betelepülő miatt változik, lassan kisebbségbe kerülnek, mégis dicséretesen gyakorolják az elődöktől hagyományozott nyelvet és kultúrát.
1994-ben alakult meg a Német Kisebbségi Önkormányzat. Habár ez városi szintű testület, legszorosabban mégis Ajkarendekhez kötődik. A Kisebbségi Önkormányzat célja: a svábság kulturális értékeinek, hagyományainak, szokásainak ápolása és megőrzése. Tevékenységének köszönhetően a faluban nemzetiségi énekkar és gyermek tánccsoport működik.
1995-ben alakult meg a német énekkar régi vágy beteljesedéseként. Állandó tagjainak száma 25–30. Működésük kezdetén vezetőjükkel együtt magnóval és kottás füzettel járták a falut, hogy összegyűjtsék a régi rendeki dalokat. A dalaik száma mára már meghaladja a 140-et. Sok helyre hívják őket fellépni. Kitűnően szerepelnek a minősítőkön, 2009-ben jelent meg első CD-jük.
Az 1990-es évek közepe óta működik a német gyermektánccsoport, aminek tagjai a helyi iskola tanulói. Az első tánclépésekkel azonban már az óvodában megismerkednek a gyerekek.

## Oktatás
A település iskolájára vonatkozó első feljegyzés 1771-ből származik, amely szerint a község tanítója német nyelven oktatta az írást és olvasást a tanulóknak.
1788-ban egy római-katolikus iskolát nyitottak egy osztállyal. A községben később is egyházi iskola működött, ami azt jelentette, hogy a tanítást a püspök a helyi plébános által felügyeltette. Az iskola kicsi volt, a tanulók összevontan, zsúfoltan kényszerültek ülni. Hittant, írást és olvasást tanítottak, de a gyerekek gyakran hiányoztak, így többen írástudatlanok maradtak. Sok szülő nem engedte gyerekét az iskolába, mert szüksége volt rá a mezőgazdaságban. Az állatok őrzését általában a gyerekekre bízták. A plébános, ismerve a családok helyzetét, nem is erőltette az iskolát. Jelentős szerepük miatt említést érdemelnek a korabeli tanítók, Vigyázó Mihály, egy Keller nevezetű, a 19. század végén Hauser Márton, majd Laschober Mária.
Az 1900-as évek elején a település elöljárósága a plébánia épületét alkalmatlannak nyilvánította a tanításra. Az új iskola főépülete 1913–14-ben épült.
Három tanteremből és egy szolgálati lakásból állt. Hat osztálya és egy úgynevezett „csütörtöki iskolája” volt. A jegyzőkönyvek alapján megállapítható, hogy az első két osztályban csak németül oktattak. Harmadik osztálytól kezdve délelőttönként németül, délutánonként magyarul folyt a tanítás. Érdekes, hogy 1923-ban az iskolavezetés egyik ülésén vita keletkezett. A plébános Hotwágner Pál magyar nyelvű oktatást követelt. Úgy vélte, ha a tanulók tovább akarnak tanulni, kiváló magyar nyelvismeretre van szükségük. Laschober Mária az első – második osztály tanítónője szerint sokkal könnyebb a gyerekeket anyanyelvükön oktatni, mint magyarul. Az ülés jegyzőkönyve szerint a plébános javaslatát fogadták el. Dallos (Máhig) Józsefnek a harmadik osztály tanítójának kellett megtanítania a gyerekeket magyarul beszélni.
A tanév szeptember elejétől június harmadik hetéig tartott. A tanítás minden nap szentmisével kezdődött. A gyerekeket a tanítók kísérték a templomba. Mise után mentek iskolába. Az első óra elején elmondták a magyar, majd a német Miatyánkot. A tanítónő megkövetelte a gyerekektől, hogy a táblát írják tele német dalokkal, míg ő nem jön.
A tanítók nem csak a tananyag elsajátításán munkálkodtak. Fontos erkölcsi, életvezetési és higiéniai szokásokat is kialakítottak. Az iskolából elkéső gyerekeket tanítás után a tanítónő hálóruhába öltöztette, és így küldte őket haza. Azoknak a diákoknak, akik hazudtak, piros hosszú nyelvet kellett a nyakukban viselniük. A tanítók megkövetelték az iskolában a mindennapi fésülködést, figyeltek az alsónemű hetenkénti váltására. Szóltak a szülőknek, ha a gyerekek hiányos, vagy piszkos ruhában érkeztek az iskolába. A tanórákról rendszeresen hiányzó diákoknak Veszprémben az Irgalmas Nővérek Iskolájában kellett osztályozó vizsgát tenniük.
Az ajkarendeki iskola a gyerekek otthoni kötelezettségei miatt 1930-ban a tanítási idő megváltoztatását kérte a Veszprém megyei tanfelügyelőségtől. Azt szerették volna, hogy délelőttönként 9–11 óra között, délutánonként pedig 14–16 óra között taníthassanak. A kérelmet az oktatási törvényre hivatkozva elutasították.
1936 áprilisában látogatást tett az iskolában egy angol történész Sir Edward H. Wall, a Canterbury főiskoláról. A bakonyi svábok helyzetét tanulmányozta.
1941-ben a Volksbund nyomására bevezették a német anyanyelvi oktatást, ami a magyar nyelv és irodalom kivételével minden tantárgyat érintett. A háború után teljesen megszüntették a németoktatást.
1948-ban az államosításokat követően az ajkarendeki iskola községi intézmény lett. A diákok zömét a helyi német és az áttelepített felvidéki gyerekek alkották. A körzetesítés következményeként a bakonygyepesi felső tagozatos tanulók is Ajkarendekre jártak iskolába. 1977-ig az oktatás részben osztott formában folyt, tehát egy teremben tanult az első és harmadik, egy másikban a második és negyedik osztály egyszerre. Felső tagozaton az ötödik-hatodik és a hetedik-nyolcadik osztályokat vonták össze. Míg az egyik csoportnak hangos oktatás volt a feladata, a másik évfolyam önálló munkát kapott.
1961-ben felépült az iskola második épülete. Az intézmény ekkor 3 tanteremmel, egy nevelői szobával és egy igazgatói irodával bővült. Ekkor vezették be a két műszakos oktatást. A diákok egyik része délelőtt, másik része délután járt iskolába.
1978-tól teljesen osztott 8 osztályos iskola lett Rendeken, és a bakonygyepesi alsó tagozatos tanulók továbbra is az ajkarendeki iskolában tanultak.
1984-ben a Veszprém Megyei Tanács kezdeményezésére az Ajkarendeki Általános Iskolát nemzetiségi iskolává nyilvánították. A német nyelv oktatását az első és ötödik osztályban vezették be elsőként.
1989-ben ünnepélyes keretek között az intézmény felvette Simon István költő nevét.
1991-ben adták át az új tornatermet.
1994 óta Veszprém megye német nemzetiségi általános iskoláinak nyelvi tanulmányi versenyét a rendeki iskola rendezi.
1995-től az általános iskola, városrészi óvoda és a művelődési ház összevont intézményként, Simon István Általános Művelődési Központ néven működik.
Sokáig problémát jelentett az óvodás korú gyermekek elhelyezése, mivel a településen nem működött óvoda. A gyerekeket a szomszédos Kislőd óvodájába hordták át. 1983-ban adták át a korábbi TSZ irodából átalakított ajkarendeki óvodát. Az épületet azóta többször felújították, s mára két csoporttal működő, 50 férőhelyes óvodaként működik, ahol a gyermekek szintén nemzetiségi nevelésben részesülnek.

## Településkép, utcaszerkezet
A falu szerkezete itt sajátosan alakult, a betelepítés előtt csak egyetlen utcából álló kis falucska volt. A német ajkúak megjelenésével új utca alakult ki az előbbivel párhuzamosan, a két utca közt a patak volt a határvonal. Az általuk lakott részt 1757–69-ig Németrendeknek nevezték, a későbbiekben csak Német utca (Taitschi Ko’ssn=Deutsche Gasse), ma Korányi utca. A magyarok által lakott falurészt Magyarrendekként tartották nyilván, később csak Magyar utca (Ungrischi Ko’ssn=Ungarische Gasse), ma Rendeki utca. Ez a szerkezet fenn-maradt két évszázadon át, mert egy harmadik utca a Gyepesi, csak az 1940-es években alakult ki.
A lakóházak helyi kőből épültek, téglát csak a kéményhez használtak, de néhányan kő helyett vályogból rakták meg a falakat. Található mindez vegyesen is.
A ház mennyezete fából készült, a deszka takarására néhány centiméter vastag agyagot tapasztottak, ez szolgálta a hőszigetelést, de tűz esetén meggátolta az égést is. A tető szerkezete két-állószékes ácsolat, szalmával, vagy zsúppal fedve, két végén tűzfallal határolva. E fedési mód sok tűzesetnek volt az okozója. Ha szeles időben véletlenül kigyulladt egy épület, szinte a fél falu leégett. Ilyen nagy tüzek voltak: 1870-ben, 1875-ben, 1878-ban, 1888-ban, 1891-ben, 1899-ban. Az 1889-as nagy faluégés után, a házak helyreállításakor új stílus alakult ki. Az udvari fal elé boltíves folyosót építettek, a tetőt is ez tartotta, de a folyosó feletti rész csak lécekkel volt lezárva, erre rakták a kukoricát. A házakat ekkor már cseréppel is fedték. Így alakult ki a jellegzetes utcakép, mely évtizedekig megmaradt.
A házban a szobák egymáshoz kapcsolódása a korabeli szükségletnek megfelelő volt. Az ablakok kicsinyek, az ajtók alacsonyak voltak, általában a ház emberi léptékű volt, semmi luxus, semmi fölösleg. Díszítés szintén csak a 19. század végi újjáépítéseknél jelenik meg. Ezt követően a házak tűzfalán és az udvari homlokzaton vakolatból készítenek díszt. Egy-egy minta sorozat az építő kőműves jellemzője volt.
A házak a telekhatárra épültek fésűs beépítési módon. Alápincézetlenek voltak, a pince külön az udvaron található. Ivóvizet a forrásból nyertek, az állatoknak, pedig ott volt a patak. Elvétve akadt saját kút is, de közkutakat csak a 19. század végén készítettek. A 20. században sokan fúrattak saját kutat.
A pajták tűzvédelmi megfontolásból a telek végébe kerültek, csak kevés kivételt találni. Ezek is zsúppal fedettek és a szomszédos pajtákkal összeépültek. Ez hiba volt, mert tűz esetén az egész sor végigégett.
A falu az 1940-es években lassan fejlődött, ekkor nyitották meg a falu új utcáját a mai „Gyepesi utcát”. Ennek egyik felén épültek fel a ma is látható ún. FAX házak, a Falusi Kislakásépítő Szövetkezet támogatásával.
Az építési szerkezet csak az 1950-es években változott meg. Az egyéni gazdálkodás megszűnt, az istálló, a pajta kihasználatlanul maradt, sok helyen összedőlt, vagy lebontották.
Az új házak építésénél a korábbi formát elhagyták, s városi hatásra divattá váltak a kockaházak sátortetővel. Az új házaknál a pince a ház alá került, de a földből kiemelkedett 120–140 cm-re. Falazata szigeteletlen kő vagy beton. A tetőket többnyire palával fedték. Az emberek az építkezésben egymásnak segítettek, s sokszor a folyamatot mesterember nem is látta. Ezek a házak aránytalanok lettek, hiányzik belőlük az emberi lépték, s sokban mára már csak az idős lakók laknak, a fiatalok elköltöztek.
Az 1960-as években épült ki a Petőfi utca, ma Nyíres utca, de a Rendeki utca (korábban Kossuth utca illetve Magyar utca) folytatásában is telkeket mértek ki. Egy új utcát nyitottak az iskola mellett, ez lett a Fűzfa utca.
A mai kor építkezésikre jellemző: a kockaházak átalakítása, jól tervezett házak építése, s az udvarok parkosítása. Ajkarendek kertvárosias jelleget kapott és vonzerőt gyakorol a városiakra, akik szívesen költöznek ide. További új utcák épülnek.

## Vallási építmények, hitélet
A községben a lakosság nagy része katolikus.
1332-ben Szent Márton-templomról olvashatunk a Tizedlajstromban. A településnek 1347-ben egyháza, papja volt és ekkor már a Leveldi-Városlőd-Karthauzi monostor birtoka lett.
Az 1750-es években a falu magyar lakossága jórészt a református, telepített német lakossága pedig a katolikus hitet követte. Padányi Bíró Márton veszprémi püspök 1751-ben elűzte a falu protestáns lelkészét. A következő évben a püspök megszüntette az itteni reformátusok vallásgyakorlatát, s templomuk ismét a katolikusok Istenháza lett. A református hitet mégsem sikerült itt teljesen megszüntetni, mert az írott források feljegyezték, hogy az ajkai reformátusok egészen 1783-ig látogatták a rendeki református eklézsiát.
1751 Padányi Bíró Márton  püspök misefelszerelést, 1752-ben két kis harangot ajándékoz a falunak.
1758-ban részben kőből épült fa templomot építenek a hívek, mely 1779-re már szinte teljesen használhatatlan, roskadozik
1788-ban készült el a katolikus templom Fellner Jakab típusterve alapján, melyet Bajzáth püspök építtetett későbarokk stílusban. Szent Márton tiszteletére szentelték fel, önálló plébániává alakul  Ajka, Bódé és Gyepes filiákkal
1824-ben Orgonáját a Wilde műhely építette
1858-ban készült el a katolikus templom kőpadló burkolata
1877-ben P. Skoff. pinxit szignóval készül el a kórus alatti immaculata festmény
1899-ben a templom leég
1900-ban újjáépítik a templomot és kifestették a belső felületeket.
1913-ban Az egykori paplak szomszédságában felállíják a Szentháromság szobrot, amelyen a következő gót betűs felirat olvasható: „Errichtet von Karl Töltl und Anna Weltzenbach 1913.”
1958-ban a püspök megintette a plébánost, mert az nem volt hajlandó a szószékről agitálni a híveket a Termelőszövetkezetbe való belépésre, majd büntetésből elhelyezte a községből.
1968-ban érthetetlen módon lezuhant a nagycsillár és teljesen összetörött, anyagi okokból többé nem pótolták.
1969-től a szertartások nyelve magyar lett.
1970-ben új parókia épült a régi helyén, amelyből később öregek otthona lett. A 2000-es évek elején az öregeko tthona megszűnik.
1975-ben a templom új palatetőt kapott.
1978-ban a régi oltárt elbontják. Az elbontott főoltár amiens-i jelenetet ábrázoló festménye (Primus Skoff osztrák festő műve) a templomban van elhelyezve. Megszűnik a korábbi háttal misézés és új oltárkép kerül kivitelezésre. A teljes szentélyfalat kitöltő Szent Márton apoteózisa című freskót Závory Zoltán festette. A középen álló glóriás Krisztus köpenye és kitárt karja csaknem betölti a képmezőt. A képsor balról jobbra: a köpenymegosztás, Krisztus megjelenik Mártonnak, Márton gyógyító és missziós útjait, remeteségét és halálát ábrázoló jeleneteket mutatja. A régi oltár Szent Márton szobrát a kórus mellvédjére állították. A püspök pásztorbotot és könyvet tart kezében, a könyvre szőlőfürt van helyezve. A templomi zászlón Szent Márton püspök mögött Pannonhalma látképe van megfestve.
1983-tól 109 gyerek részvételével újra indult a hitoktatás a.
1988-ban felújították a homlokzatot, ma is ez a látvány fogadja az idelátogatót.
2001-ben a régi haragszerkezetet felújították Bakos Frigyes esperes felújíttatta. A harangokat Kormon Géza villamosította, lekötött nyelvvel, húzómágnesek által szólnak meg.
2011-ben a templom tetőszerkezetét felújítják és új cserépfedést kap.
A felújítás óta olyan a formája, mint ma.
Nepomuki Szent János szobrát a felújítás után a templom mellett helyezték el.
A temetőt a bejáratnál a régi sírkövekből emelt „kerítés” szegélyezi. Néhányuk feliratának érdekessége, hogy németül és magyarul is kiderül, férjezett volt az illető: pl.: Andrásné Töltlin. Az – in nem tartozik a névhez, Töltl nevű asszonyt jelent.
A templom búcsúja: november 11.

### Papjai
- 1307-1351-ben papja Péter
- 1476-1554-ig a leveldi karthauziak birtoka
- 1554-1568-ig a veszprémi püspök birtoka
- 1568-1578-ig a győri püspök birtoka
- 1778-1799: Miller József
- 1799-1806: Huppán János
- 1806-1807: Prunner Mátyás
- 1807-1810: Schimbl Simon
- 1810-1824: Hertelendy Ádám
- 1824-1835: Urbányi János
- 1835-1841: Kolozsvári Lajos
- 1841-1866: Lencs József
- 1866-1904: Promber János
- 1904-1911: Horváth István
- 1912-1933: Hotwagner Pál
- 1933-1940: Katona Lajos
- 1940-1949: Arany Imre
- 1949-1957: Rozmán Alajos
- 1957-1958: Ráday Sebestyén
- 1958-1959: Földvári Imre
- 1959-1960: Mundi János
- 1960-1962: Fancsali Ferenc
- 1962-1965: Ferenczi Zoltán
- 1965-1989: Dóczy Zsigmond
- 1989-1990: Vasáros József
- 1991-2024 július 31: Bakos Frigyes
- 2024.Augusztus 1-től: Tál Zoltán Ajka I. filiájaként

### Keresztek
Öt kőkereszt található a faluban. A Gyepesi és a Nyíres utca, a Nyíres és a Rendeki utca találkozásánál és az iskola előtt áll egy-egy, kettő pedig a temetőben. A Gyepesi utcai kereszt áthelyezésekor a kereszt alatt találtak egy rossz állapotban lévő Corpust, melyet a felújíttató a Kisbadacsony utcában állított fel.

### Szentmisék
Szentmisét 1910 és 1930 között hétköznap egy, vasárnap két alkalommal tartottak latin nyelven. Az egyházi ünnepeket azon a napon ünnepelték, amelyre estek.
Az 1930-as évektől minden negyedik vasárnap a szentmisét német nyelven tartottak, majd 1939-től a háború végéig a Volksbund hatására egyik héten németül, a másik héten magyarul hangzottak el a szent énekek.
A háború után a német nyelvet a templomból is elűzték, így a miséket ismét latin nyelven, magyar nyelvű szenténekekkel celebrálták.
1945 után több atrocitás is érte a híveket: 1946-ban ismeretlenek behatoltak a templomba és sok értéket elvittek, a ruhákat, csipkéket összehasogatták. A rendőrség nem találta a tetteseket. Ugyancsak ebben az időben (központi utasításra) a templomból kijövő hívők előtt az egyházat gyalázó szöveget olvastak fel. A vallásos falubelieket ez nem tartotta vissza, a fiatalok viszont már kevésbé hallgattak a plébánosra. A vallásellenesség része volt a politikának.

## Viselet
Az újszülötteket a keresztelőkor párnába pólyálták, ingecskét adtak rájuk, a kislányok kezét és pólyáját rózsaszín, a kisfiúkét kék szalaggal kötötték át. A pólyára került a komaasszonykendő, amit az édesanya a keresztanyjától kapott nászajándékba. Ez egy fekete kendő volt, rózsaszín illetve kék virágkoszorúval díszítve.
Kisgyermekkorban mind a fiúk, mind a lányok egészruhát (szoknyát) hordtak egészen iskoláskorukig. Cipőt a cipész készített nekik textilanyagból.
A lányok fekete mellényt, legtöbbször piros szoknyát, kék blúzt, fehér, mintás kötényt viseltek, hajviseletük konty volt.
A falu háromnapos Szt. Márton búcsúján a lányok más-más ruhát hordtak: első nap piros szoknyát színes blúzzal, második nap fehér szoknyát fehér blúzzal, harmadik nap színes szoknyát színes blúzzal. A ruhákhoz fekete kötény tartozott.
Az asszonyokon két kendő volt: egy kontykendő és egy fejkendő. Nyári melegben és bálokon elhagyhatták a fejkendőt. A női viseletre jellemző volt a blúzon lévő, kétoldalt, deréktól derékig a vállon átfutó, néha pántként ható csík.
A legények, férfiak csizmát, sötét színű vagy fekete csizmanadrágot, mellényt, rövid kabátot viseltek, amely legtöbbször fekete vagy sötét színű volt. Az ingek leginkább lenből készültek, de színes, vagy kockás inget is hordtak.
A vőlegény ruhája az előbb felsorolt ruházat volt feketében, az ing viszont csak fehér lehetett.
A menyasszonyi ruha fekete, hosszú szoknyából, fekete blúzból és fekete kötényből állt. A menyasszony a fején rozmaringkoszorút hordott. Az éjféli menyasszonyi tánc után a fiatalasszony fehér ruhát vett fel.
Halálukkor az asszonyokat a menyasszonyi ruhájukba, a férfiakat vőlegényi ruhájukba öltöztették, és abban temették el.

## Egyházi és világi ünnepek, szokások
Újévkor (január 1.) a fiúk elmentek a rokonokhoz újévet köszönteni egy német nyelvű verses köszöntővel:
A későbbi időkben a köszöntés nyelve magyarra változott. A szokás az 1990-es évek végére kihalt, napjainkban az iskolások tették élővé.
Vízkeresztkor (január 6.) a pap házról házra járt, s megáldotta azokat, és az ajtófélfára a CUMUB rövidítés került. Az iskolások királynak öltözve, kis csillaggal vonultak végig a falun. Szent énekeket énekeltek és bibliai történeteket mondtak el.
Gyertyaszentelés ünnepén (február 2.) a templomi szertartás végén a pap a megszentelt gyertyával minden padsornál meggyújtott egy gyertyát, aminek a lángját a hívek gyertyáról gyertyára továbbadták. A megszentelt gyertyákat otthon a fekvő betegek mellett gyújtották meg gyónásukkor.
Szent Balázs napján (február 3.) a mise végén két keresztbe tett gyertyát tartott a hívek álla alá a pap, s közben egy áldást mondott „balázsáldás”, ami a torokbetegségektől óvta meg a híveket.
Farsang ideje alatt a bál vasárnap este kezdődött és kedd éjfélig tartott. 1995. óta Ajka Város Német Kisebbségi Önkormányzata február első szombatján rendezi meg minden évben.
Lakodalmat a farsangi időszakban tartották a leggyakrabban. Az előkészületek az „odavivéssel” kezdődtek, amikor a meghívott násznép tojást, vajat, túrót, tyúkot hozott ajándékba. A rokonok egy hétig sütöttek egy szakácsnő vezetésével a menyasszonyi házban. A menü nagy része szombaton készült el: tyúkhúsleves, tyúkhús paradicsomszósszal, paprikás, kalács, húsos káposzta, sült hús. A kikérés után a fiatal pár és a násznép zenészek kíséretével vonult végig a falun a templomhoz, majd az ebéd helyszínére. Az ünnepi ebéd délben kezdődött. Minden étel előtt verset mondtak. Az első vers után összetörtek egy tányért, hogy ez szerencsét hozzon a fiataloknak. Már ebéd alatt elkezdődött a tréfálkozás: a zenészeknek és a „sebesült” szakácsnőnek pénzt gyűjtöttek, kalap- és sodrófatáncot jártak. A csúcspont az volt, mikor éjfél előtt megérkeztek a „bohócok”, akik minden vendéget megtáncoltattak. A lakodalom másnapján ebédre újra összejöttek a vendégek, és késő estig mulattak.
Húsvét: A nagyheti szertartások Nagycsütörtökön kezdődtek. A harangozást a ministránsok kerepelése helyettesítette. A német nyelvű kerepelést felváltotta a magyar nyelvű, majd 2003-tól újra elhangzik német nyelven is. Este az asszonyok összegyűltek és végigjárták a falu kőkeresztjeit, ahol imádkoztak és énekeltek. Hazatérve imádkozva virrasztottak reggelig.
Nagypénteken a szertartáson (csonka misén) elénekelték a Passiót.
Nagyszombaton az egyházi szertartások csúcspontján feltámadási körmenetet tartottak, amely alatt „visszajöttek” a harangok.
Húsvét vasárnapján hajnalban asszonyok indultak némán a temetőbe. A keresztnél összegyűltek, ott imádkoztak és énekeltek. Amint beértek a faluba, elénekelték az utolsó éneket és hazamentek. Reggel a családok főtt sonkát, tojást, sót és tormát vittek a templomba, hogy megszenteltessék. Otthon aztán közösen elfogyasztották a szentelt ételeket. Szokás volt, hogy egy tojást a gyerekek valakivel megosszanak. Az a mondás járta, ha az erdőben eltévednek, arra kell gondolniuk, akivel a tojást megosztották, és akkor megtalálják a hazafelé vezető utat.
Szent György napján (április 24.) hajtották ki az állatokat először legelni. Ha esett az eső, nem volt szabad szomorkodni, hiszen minden cseppje aranyat ért.
Minden hetedik évben bérmálás volt a faluban. Bérmálás után a gyerekek a bérmaszülők házába mentek, ahol ebéddel és ajándékkal várták őket. Az ajándék a lányoknak leggyakrabban imakönyv, a fiúknak szájharmonika volt. Napjainkban minden évben tartanak a bérmálást.
Május 1-én a kocsma udvarán szalagokkal és üvegekkel feldíszített májusfát állítottak, amit május 31-én táncoltak ki.
Pünkösd napján a fiatalok virágból és csalánból koszorúkat készítettek. Az egyik a jószág szarvaira, a többi azoknak nyakába került, akik aznap sokáig aludtak.
Úrnapján minden lány egy virágszirmokkal tele kosárral ment a misére. A templom körül négy sátrat állítottak fel a férfiak, amit az asszonyok virágokkal díszítettek. A sátorban asztal állt, rajta szentkép. A sátrak a négy evangélistát szimbolizálták. Az úrnapi körmenet a mise után végigjárta a négy sátrat és a falu keresztjeit.
Keresztelő: A farsangi időszakra eső házasságkötések után a legtöbb keresztelőt novemberben tartották. A szülés után, ha már az édesanya fel tudott kelni, első útja a templomba vezetett. Az oltár előtt hálát adott a Jóistennek, hogy egészséges gyermeke született.
A keresztelőt mindig szentmise után tartották. Mielőtt a templomba indultak, a leendő keresztanya a következőt mondta: „Pogányt viszünk, keresztényt hozunk.” Hazaérkezvén megismételte azt: „Pogányt vittünk, keresztényt hoztunk.”
Szt. Márton napi búcsú (november 11.) Az ünnepi mise után libahúsleves, libahús került az asztalra. A litánia után a fiatalok elkezdtek gyülekezni, az idősebbek elmentek a kocsmába, ahol a három napos bál este nyolctól reggel ötig tartott. Búcsúhétfőn a rendekiek vendégek nélkül mulattak.
Katalin-bál(november 25.)
Karácsony: Christkindlit az 1960-as évekig németül adták elő, azóta a gyerekek betlehemeznek a faluban. 2006. és 2007. évben a helyi német dalkör karnagya újra betanította az iskolásoknak a Christkindlit, amit a karácsonyi hangversenyen adtak elő a templomban. A „Szent Család szálláskeresése”= „Herbergsuche” szokása ma is él. A pap által betanított pásztorjátékot adnak elő a gyerekek magyarul.
Szent János: (december 27): az újbor megszentelésének napja.A gazdák megszentelt borból minden hordóba töltöttek, miután mindenki ivott belőle egy kortyot. Az utolsó pohár megszentelt bor a Johannissegen – János áldása.
Aprószentek napja: (december 28.) a betlehemi gyermekgyilkosság emlékét idézi. A fiúk járták a rokonságot: a betegségeket elűzendő, kis korbáccsal korbácsolták őket.
Gyerekjátékok: Mikor a szülők a földeken dolgoztak, gyakran kellett a nagyobb gyerekeknek a kicsikre vigyázni, és velük játszani. Szívesen játszották azt, hogy a kicsiket az ölükbe ültették, megfogták a kezüket, ringatták őket és közben mondókákat mondtak.
A régi időkben nem volt mód játékokat vásárolni a gyerekeknek, ezért a legtöbb játék otthon készült. A lányoknak az édesanyjuk rongybabát készített, az édesapjuk pedig vesszőből babakocsit font nekik. A fiúk leggyakrabban kukoricacsőből, vagy tökből faragott állatokkal, vagy zsebkendőből csomózott békával és egérrel játszottak. A nagyobbak agyagból golyókat gyúrtak, amelyekkel célba gurítottak. A fiúk másik játéka a „Pénzdobás” volt. Az a fiú, aki a földre rajzolt vonalhoz legközelebb dobta a pénzérmét, az valamennyit feldobhatta a levegőbe. Amelyek „fej”-re estek, azokat megtarthatta, a többi érmével tovább játszottak. Húsvétkor az vihette el a földre tett piros tojást, aki a pénzérmével eltalálta.
A szabadban gyakran játszottak fogócskát és bújócskát. A fogót és a hunyót mindig egy-egy kiszámoló mondókával választották ki.

## Nyelvjárás
A „Rendek” név németül könnyen kimondható, ezért nincs más neve.
Ajkarendeken a bajor ui-nyelvjárást (Donaubairische ui-Mundart) beszélik. A német nyelv „csodája”, hogy a kétszázötven éve idehozott, archaikus nyelvet hasonlóan beszélik ott, ahonnan Rendekre hozták. Bajorországban, Ausztriában kiválóan használható, főleg, ha a mai kor német szókincsét is ismerjük.
A sváb nyelv néhány magyar szót is átvett egyrészt a századok folyamán, pl. csizsma (csizma), legvár (lekvár), másrészt nyelvi zártsága miatt átvett a gazdasági fejlődés által létrehozott új szavakat, pl. számítógép.
A szavak hangsúlyos u hangját ui-nak ejtik. Például:
Kuh(ejtsd:khú) helyett khui
Mutter (mutá) helyett muidá
Schule(súlö) helyett soi
Umlaut-os ragozást nem ismer, tőhangváltós igéknél E/1.sz.-től kezdődik a tőhangzóváltozás.T/2.sz-ben magáz. Néhány különlegesség:
Zaun = rik = kerítés
doch = ájó = de igen
nicht = níd = nem
Dienstag = Íritah = kedd
Kommen = khemá = jön (tőhangváltós)
Ich komme = i khim = jövök
További „rendeki” szavak:
Fater = Fóder = apa
Mutter = muider = anya

## Étkezési szokások
A rendeki sváb konyha legalapvetőbb alapanyagai a következők voltak: bab, káposzta, burgonya és liszt.
Az ételek készítésénél a spórolás volt a legfontosabb. A krumpli vagy tészta főzőlevét felhasználták a levesek elkészítéséhez. A zöldségeket maguk termesztették, a levestésztát, kifőtt tésztának valót otthon készítették, a disznót, baromfikat maguk nevelték.
Heti étrend:
Gyakran került az asztalra krumplileves, paradicsomleves, tejleves, bableves és rántott leves. A tésztafélék között a legkedveltebbek a kifőtt tészták, a krumplis pogácsa, a tócsi, a rétes, a sterc, a kukoricaprósza, a szilvás lepény és a kelt tészták voltak. Sokszor használták a káposztát nyersanyagként a babkáposztához, káposztás tésztához, pogácsához, réteshez és főzelékekhez.
Reggelire tejet, főtt sonkát vagy szalonnát ettek kenyérrel és krumplival. Vasárnap cikóriakávé is került az asztalra.
Vacsorára általában aludttejet vagy kolbászt ettek krumplival és kenyérrel, zsíros kenyeret hagymával, vagy az ebédről maradt tésztafélét.
Ünnepi étrend:
Húsételeket csak vasárnaponként, ünnepnapokon és disznóöléskor ettek.
Ünnepnapokon, vendégek fogadásakor a háziasszony keltrétest vagy forgácsfánkot sütött.
Téli időszakban a disznóvágások után gyakran került az asztalra véres hurka, kása töpörtyűvel, disznósajt, ezeket az ételeket kóstolóként kapta a rokonság.
Amikor kisgyerek született a családban, a szülő nő nem főzött. Ilyenkor a komaasszony egy liter bort, egy liter rumot, és három napig friss húslevest, húsételt, forgácsfánkot, kalácsot vagy rétest hozott a családnak.

## Látnivalók
- A falu plébániatemploma a Szent Márton európai kulturális útvonal (Via Sancti Martini) egyik állomása.
- Motokrossz-pálya.[2][3]
- A Csigere-patak. két oldalán található az a kicsiny, kerek láprét, amelyre méltón lehet büszke településünk. A terület elsősorban az itt található ritka, jégkorszaki maradványnövény, a zergeboglár miatt lett védetté. A patak két partján található nedves rétek, magaskórós társulások és égerfoltok rejtik a zergeboglár legnagyobb bakonyalji populációját. A zergebogláron kívül más értékek is találhatók e viszonylag kicsiny területen. A legfontosabb közülük a szibériai és a sárga nőszirom, a hússzínű ujjaskosbor, az északi galaj, valamint a mutatós virágú fehér zászpa. A békaliliom nemrégiben került elő a terület vízállásos részeiről. A szűkebb értelemben vett Bakonyból ez a második legnagyobb lelőhelye.
- A harmincas évek végén Rendek lakói elhatározták, hogy emlékművet állítanak az I. világháború hőseinek. 1942-ben avatták fel, és egy hónappal később hősi halált halt az első rendeki katona a II. világháborúban. Az emlékmű később kiegészült a II. világháborúban elesettek névsorával is. 2006-ig az iskola előkertjében állt, ma azonban az iskola melletti parkban található.

## Régi mondások, falucsúfolók a településről
- A rendeki patikárust á’va temették ē. [A mondás eredete nem tisztázott.][4]